# Gulczanka
Gulczanka – rzeka, lewobrzeżny dopływ Noteci o długości 32,53 km.

## Hydrografia i hydrologia
Zlewnia Gulczanki jest wyraźnie rozciągnięta równoleżnikowo (około 44 km), natomiast południkowo jedynie 14 km. Obszar posiada urozmaiconą rzeźbę ze względu na występowanie różnorodnych form geomorfologicznych. Północna i centralna część zlewni wraz z odcinkiem ujściowym Gulczanki to teren z dużymi (zwłaszcza w części północno-wschodniej) deniwelacjami (do 50 m) związanymi ze strefą Pagórków Czarnkowskich oraz Ozu Lubaskiego. Pozostałe części zlewni posiadają charakter równinny.
Działy wodne Zlewni Gulczanki:
- Od północy: krawędź doliny Noteci na zachodzie oraz wierzchowiny Pagórków Czarnkowskich na wschodzie.
- Od zachodu: wydmy w okolicy miejscowości Hamrzysko.
- Od wschodu zachodnie wyniesienia mezoregionu Pojezierza Chodzieskiego

Generalnie badany teren nachylony jest w kierunku południowo-zachodnim (nie wliczając głęboko wciętej ujściowej części doliny Gulczanki). Najwyżej położony punkt w terenie osiąga rzędną 125 m n.p.m. na dziale wodnym w okolicy miejscowości Dębe, a najniższy punkt 40 m n.p.m. w okolicy Gulcza w strefie ujściowej Gulczanki. Maksymalna deniwelacja rozpatrywanego obszaru wynosi zatem 85 m.
Zlewnia Gulczanki zajmuje powierzchnię 98,077 km². Charakterystyka geometryczna zlewni przedstawia się następująco (obliczenia własne):
- długość zlewni – 19,8 km
- obwód zlewni – 66,9 km
- średnia szerokość – 4,95 km
- wskaźnik wydłużenia – 0,56
- wskaźnik kolistości – 0,28

Gulczanka wypływa z okolic Śmieszkowa, z bagniska Trzciniec, a uchodzi do Noteci w okolicy Gulcza. Płynie korytem o długości ok. 31 km. Dolina ma średni spadek 0,25%, a w okolicy Gulcza zwiększa się on do 0,43% (Lewandowski, 1989). Wyraźnie zarysowuje się asymetria dorzecza Gulczanki, jak i dwukierunkowość spływu wód (najpierw południowy, następnie ze wschodu na zachód, by w końcu niedaleko Hamrzyska skręcić ku północy).
Rzeka bierze swój początek z bagniska Trzciniec, położonego pomiędzy Dębem a Śmieszkowem z południowego skłonu Pagórków Czarnkowskich. Około 0,5 km na południe od bagniska, Gulczanka przyjmuje lewy dopływ wypływający ze stawu w Śmieszkowie. W starym podziale hydrograficznym Polski, źródło tegoż dopływu uważane było za początek Gulczanki, jednak zgodnie z obecnym podziałem hydrograficznym za źródło uważa się bagnisko Trzciniec. Tym samym długość doliny Gulczanki skróciła się o około 2,3 km. Po przyjęciu owego dopływu, rzeka dalej spływa na południe dosyć rozległą doliną, drenując obszar Sandru Czarnkowskiego. Od miejscowości Prusinowo rzeka skręca na południowy zachód, aż do Bończy. Od tego miejsca rzeka płynie równoleżnikowo aż do okolic Hamrzyska. Około 700 m na południe od Prusinowa Gulczanka łączy się z systemem rowów melioracyjnych wschodniej części zlewni. Podobna sytuacja ma miejsce w Sławnie.
Na wysokości Stajkowa Gulczanka przyjmuje swój pierwszy większy prawy dopływ, Lubaską Strugę. W najnowszym podziale hydrograficznym dopływ ten jako Lubaska Struga nie funkcjonuje. Pierwotnie dopływ brał swój początek z Pagórków Czarnkowskich, na północ od Jeziora Dużego, następnie przepływał przez te jezioro, i płynąc dalej na południowy zachód, doliną przyległą od północy do Ozu Lubaskiego, wpływał do Gulczanki w Stajkowie. Obecnie na wysokości Lubasza, poprzez zablokowanie odpływu, prawdopodobnie w wyniku przebudowy drogi Lubasz – Czarnków, oraz wraz z systematycznym obniżaniem się zwierciadła wód podziemnych, Lubaska Struga uległa podziałowi na dwie części: od Lubasza na północny wschód, zlewnia Jeziora Dużego, i od Lubasza na południowy zachód, gdzie spływa ku Gulczance.
Od Stajkowa Gulczanka wpływa i odwadnia terasę wysoką Pradoliny Noteci. Na odcinku Stajkowo – Nowina – Antoniewo Gulczanka opływa końcową część Ozu Lubaskiego, która to część jest rozczłonkowana i rozdzielona zagłębieniem bezodpływowym. Zagłębienie to jest zabagnione, a w centralnej jego części zlokalizowane jest Jezioro Długie Błota. Od południa dopływa system rowów melioracyjnych, odwadniających lewą część obszaru dorzecza od okolic Miłkowa aż do Nowiny. Od Stajkowa również Gulczanka wpływa w obszar lasów Puszczy Noteckiej.
W okolicy Krucza z Gulczanką łączy się prawy system dopływów, wykorzystujący dawne holoceńskie doliny odpływu wód z moreny czołowej. Szczególnie uwidaczniają się dwie doliny, łączące się w okolicy Bzowa. Pierwsza, północna, odprowadza wodę z okolic Goraja, druga, południowa, z okolic Lubasza. Doliny te biegną równolegle na południowy zachód, od północy ograniczone są Pagórkami Czarnkowskimi a od południa Ozem Lubaskim. Doliny są zabagnione, prowadzą wody skoncentrowaną strugą jedynie w dolnym biegu i przeważnie tylko w okresach wzmożonego zasilania.
Od Krucza aż do okolic Maciejewa, dolina Gulczanki jest zabagniona. Niecały kilometr na zachód od Krucza do Gulczanki wpływa lewy dopływ, Stróżaja. Płynie on z południa na północ, od wzgórza będącego strefą wododziałową pomiędzy Jeziorem Kruteckim a zlewnią Gulczanki. Rzeka jest ciekiem okresowym, o zabagnionej dolinie. Prowadzi wodę jedynie w okresach wilgotnych.
W okolicach Hamrzyska Gulczanka skręca na północ. Niedaleko Maciejewa dopływa do Gulczanki Czarny Rów, krótki, okresowy ciek. Odprowadza on wodę jedynie w czasie wezbrań.
Od ujścia Czarnego Rowu spadek doliny, jak i prędkość płynięcia wody Gulczanki znacznie wzrasta. Związane jest to z przejściem doliny z terasy wysokiej do terasy zalewowej Pradoliny Noteci. W okolicy Gulcza Gulczanka wpływa na obszar terasy zalewowej Noteci głęboko wciętą doliną o stromych zboczach. Na przecięciu krawędzi terasy wysokiej zamyka się bieg Gulczanki w obrębie jej wyznaczonej zlewni, dalej Gulczanka wchodzi w skład systemu szerokiej doliny Noteci, do której w końcu uchodzi.
Cała zlewnia jest w znacznym stopniu przekształcona przez działalność gospodarczą, a szczególnie jest to widoczne na obszarach rolniczych, gdzie występują rozległe systemy melioracyjne. Mniej przekształcona pod tym względem jest część moreny czołowej, gdzie dominuje spływ naturalnymi dolinami, jak i część południowo-zachodnia zlewni, gdzie dominują kompleksy leśne, nie wykorzystywane rolniczo.
Cieki obszaru zlewni charakteryzują się śnieżno – deszczowym reżimem zasilania z jednym w zasadzie długotrwałym stanem wysokim na wiosnę, będącym efektem roztopów i powolnym następnie obniżeniem się stanów aż do jesieni. Niekiedy w następstwie intensywnych i długotrwałych opadów w miesiącach letnich ma miejsce drugorzędna kulminacja. Maksima przypadają na miesiące II – III, a stany niżówkowe rozpoczynają się w czerwcu, osiągając swoje minima w VI – VIII. Od października, w efekcie spadku intensywności parowania, stany wody w ciekach wykazują tendencję wzrostową. Jednak w sezonie zimowym, w wyniku długotrwałego utrzymywania się temperatur ujemnych powietrza mogą pojawić się długotrwałe i głębokie niżówki. W tym też okresie, z reguły pojawiają się na rzekach zjawiska lodowe. Ich przeciętny termin wystąpienia przypada na okres od 11 do 20 grudnia, natomiast zanikają od 11 do 20 marca. Średni czas ich trwania wynosi od 31 do 60 dni. Stała pokrywa lodowa na rzekach omawianego obszaru pojawia się z reguły w czasie od 21 do 31 grudnia, niekiedy do 1 stycznia, a zanika najpóźniej do 28 lutego. Pokrywa lodowa utrzymuje się na rzekach maksymalnie przez 15 dni (Kaniecki 2002).
Na obszarze opracowania występuje tylko jeden większy zbiornik wodny – Jezioro Duże (Lubaskie), o powierzchni – 41,5 ha, objętości – 2092,4 tys. m³, głębokości maksymalnej – 11,4 m i głębokości średniej – 5 m (dane Instytutu Rybactwa Śródlądowego w Olsztynie). Jezioro posiada kształt wydłużony w kierunku wschód-zachód. Niemal całe obrzeża jeziora przechodzą w strome zbocza porośnięte drzewami i krzewami, które od południa graniczą z gruntami ornymi, a od północy przechodzą w większy kompleks leśny. Drugim co do wielkości zbiornikiem są Długie Błota w okolicy Stajkowa o powierzchni 0,8 ha (IRŚ). Oprócz Jeziora Dużego w obrębie zlewni występują nieliczne sztuczne zbiorniki wodne, z reguły zlokalizowane na ciekach, m.in. w Prusinowie, Sławnie, Stajkowie, Kruczu i Gulczu. Są to przede wszystkim stawy hodowlane, zbiorniki przeciwpożarowe. Pozostałe zbiorniki to doły potorfowe oraz drobne zbiorniki naturalne występujące w zagłębieniach bezodpływowych